# 41279 Трентман
41279 Трентман (41279 Trentman) — астероїд головного поясу, відкритий 8 грудня 1999 року.
Тіссеранів параметр щодо Юпітера — 3,204.